# Jaume Antoni Munar Clar
Jaume Antoni Munar Clar (Mallorca, 5 de maio de 1997) é um tenista profissional espanhol. Especialista no saibro, ele é cria da Rafa Nadal Academy e pupilo de Rafael Nadal.
Como juvenil, ganhou vários títulos. Em 2014, Jaume Munar foi vice-campeão juvenil da chave de simples do Torneio de Roland-Garros ao perder na final para o russo Andrey Rublev. Ainda em 2014, foi campeão juvenil da chave de duplas do Torneio de Roland-Garros.
Em 2015, ao receber um wildcard e disputar o ATP 500 de Hamburgo na Alemanha, Jaume Munar marcou presença num torneio ATP World Tour (ATP) pela primeira vez na sua carreira. E no torneio alemão teve a oportunidade de jogar ao lado do compatriota Rafael Nadal nas duplas, mas os dois caíram na estreia para os italianos Simone Bolelli e Fabio Fognini por 6/4 e 6/2. Já na chave de simples, Jaume Munar alcançou a segunda rodada da competição alemã, onde depois de mais de duas horas de partida, perdeu por 2 sets a 1 (1-6, 7-6 e 4-6) para o italiano e então Top 100 mundial Simone Bolelli.